# إسكيوديسكيوس
إسكيوديسكيوس (بالفرنسية: Ecquedecques)‏ هي بلدية تقع في إقليم باد كاليه من منطقة نور با دو كاليه في شمال فرنسا. تبلغ مساحة هذه المدينة 2.63 (كم²)، وترتفع عن سطح البحر 33 م، يبلغ عدد سكانها 407 نسمة حسب إحصاء المعهد الوطني للإحصاء والدراسات الاقتصادية سنة 2009 م. وترأس Émile Flan البلدية خلال فترة (2008-2014).